# Visual Concepts
Visual Concepts forma parte de la empresa Take-Two Interactive actualmente. Aunque antes de 2005 había pertenecido a Sega.

## Historia
Visual Concepts es un desarrollador de videojuegos con sede en California más conocida por el desarrollo de la serie de 2K llamada Sega Sports un popular juego de deporte. Tras el éxito de la serie, trabajo al cien por cien para Sega, convirtiéndose en una desarrolladora first-party. Sin embargo, Sega decidió trabajar con estudios creados o comprados por ellos mismos pero Visual Concepts no formaba parte de la gran empresa. Por ese motivo en enero de 2005, Visual Concepts fue vendida a Take-Two Interactive junto con su subsidiaria de propiedad absoluta Kush Games. Con la compra de Visual Concepts, Take-Two, creó 2K Games, un nuevo sello editorial. Aunque la compañía comenzó el desarrollo de títulos extravagantes como Lester, los esfuerzos de desarrollo actuales están principalmente centradas en los títulos deportivos.

## Videojuegos

### 1989–2004
| Año  | Título                                           | Plataforma(s)                            |
| ---- | ------------------------------------------------ | ---------------------------------------- |
| 1989 | Gnarly Golf                                      | Apple IIGS                               |
| 1989 | Great Western Shootout                           | Apple IIGS                               |
| 1989 | Sword of Sodan (inédito)                         | Apple IIGS                               |
| 1990 | Designasaurus II                                 | MS-DOS                                   |
| 1990 | Pipe Mania                                       | Apple IIGS                               |
| 1990 | Task Force                                       | Apple IIGS                               |
| 1991 | Trog                                             | NES                                      |
| 1992 | McDonaldland                                     | Game Boy                                 |
| 1992 | Spot: The Cool Adventure                         | Game Boy                                 |
| 1992 | Star Trek: 25th Anniversary                      | Game Boy                                 |
| 1992 | Desert Strike: Return to the Gulf                | Super NES                                |
| 1993 | Bill Walsh College Football                      | Super NES                                |
| 1993 | ClayFighter                                      | Super NES                                |
| 1993 | Harley's Humongous Adventure                     | Super NES                                |
| 1993 | Madden NFL '94                                   | Super NES                                |
| 1993 | Taz-Mania                                        | Super NES                                |
| 1993 | We're Back! A Dinosaur's Story                   | Super NES                                |
| 1994 | ClayFighter: Tournament Edition                  | Super NES                                |
| 1994 | Claymates                                        | Super NES                                |
| 1994 | Dominus                                          | MS-DOS                                   |
| 1994 | Lester the Unlikely                              | Super NES                                |
| 1994 | Madden NFL '95                                   | Super NES                                |
| 1994 | MLBPA Baseball                                   | Super NES                                |
| 1994 | NHL 95                                           | Super NES                                |
| 1994 | Nickelodeon Guts                                 | Super NES                                |
| 1995 | Toughman Contest                                 | Sega Genesis                             |
| 1995 | Weaponlord                                       | Sega Genesis, Super NES                  |
| 1995 | Viewpoint                                        | PlayStation                              |
| 1995 | Madden NFL '96                                   | PlayStation (cancelled)                  |
| 1996 | NHL 97                                           | PlayStation, Sega Saturn                 |
| 1997 | NBA Action 98                                    | Microsoft Windows, Sega Saturn           |
| 1997 | NBA Fastbreak '98                                | PlayStation                              |
| 1998 | One                                              | PlayStation                              |
| 1999 | NBA 2K                                           | Dreamcast                                |
| 1999 | NFL 2K                                           | Dreamcast                                |
| 1999 | NHL 2K                                           | Dreamcast                                |
| 2000 | NBA 2K1                                          | Dreamcast                                |
| 2000 | NFL 2K1                                          | Dreamcast                                |
| 2001 | Floigan Bros.                                    | Dreamcast                                |
| 2001 | NBA 2K2                                          | Dreamcast, GameCube, PlayStation 2, Xbox |
| 2001 | NCAA College Football 2K2: Road to the Rose Bowl | Dreamcast                                |
| 2001 | NFL 2K2                                          | Dreamcast, PlayStation 2, Xbox           |
| 2001 | NHL 2K2                                          | Dreamcast, PlayStation 2, Xbox           |
| 2001 | Ooga Booga                                       | Dreamcast                                |
| 2001 | World Series Baseball 2K2                        | Dreamcast, Xbox                          |
| 2002 | NBA 2K3                                          | GameCube, PlayStation 2, Xbox            |
| 2002 | NCAA College Basketball 2K3                      | GameCube, PlayStation 2, Xbox            |
| 2002 | NCAA College Football 2K3                        | GameCube, PlayStation 2, Xbox            |
| 2002 | NFL 2K3                                          | GameCube, PlayStation 2, Xbox            |
| 2002 | NHL 2K3                                          | GameCube, PlayStation 2, Xbox            |
| 2002 | Sega Soccer Slam                                 | GameCube, PlayStation 2, Xbox            |
| 2002 | ToeJam & Earl III: Mission to Earth              | Xbox                                     |
| 2003 | ESPN College Hoops                               | PlayStation 2, Xbox                      |
| 2003 | ESPN NBA Basketball                              | PlayStation 2, Xbox                      |
| 2003 | ESPN NHL Hockey                                  | PlayStation 2, Xbox                      |
| 2003 | ESPN NFL Football                                | PlayStation 2, Xbox                      |
| 2003 | World Series Baseball 2K3                        | PlayStation 2, Xbox                      |
| 2004 | ESPN College Hoops 2K5                           | PlayStation 2, Xbox                      |
| 2004 | ESPN NBA 2K5                                     | PlayStation 2, Xbox                      |
| 2004 | ESPN NFL 2K5                                     | PlayStation 2, Xbox                      |
| 2004 | ESPN NHL 2K5                                     | PlayStation 2, Xbox                      |
| 2004 | ESPN Major League Baseball                       | PlayStation 2, Xbox                      |

### 2005–presente
| Año  | Título                                          | Plataforma(s)                                                                                       | Notas                         |
| ---- | ----------------------------------------------- | --------------------------------------------------------------------------------------------------- | ----------------------------- |
| 2005 | College Hoops 2K6                               | PlayStation 2, Xbox, Xbox 360                                                                       |                               |
| 2005 | Major League Baseball 2K5                       | PlayStation 2, Xbox                                                                                 | Assisted Kush Games           |
| 2005 | Major League Baseball 2K5: World Series Edition | PlayStation 2, Xbox                                                                                 | Assisted Kush Games           |
| 2005 | NBA 2K6                                         | PlayStation 2, Xbox, Xbox 360                                                                       |                               |
| 2005 | NHL 2K6                                         | PlayStation 2, Xbox, Xbox 360                                                                       | Assisted Kush Games           |
| 2006 | College Hoops 2K7                               | PlayStation 2, PlayStation 3, Xbox, Xbox 360                                                        |                               |
| 2006 | Major League Baseball 2K6                       | GameCube, PlayStation 2, PlayStation Portable, Xbox, Xbox 360                                       | Assisted Kush Games           |
| 2006 | NBA 2K7                                         | PlayStation 2, PlayStation 3, Xbox, Xbox 360                                                        |                               |
| 2006 | NHL 2K7                                         | PlayStation 2, PlayStation 3, Xbox, Xbox 360                                                        | Assisted Kush Games           |
| 2007 | All-Pro Football 2K8                            | PlayStation 3, Xbox 360                                                                             |                               |
| 2007 | College Hoops 2K8                               | PlayStation 2, PlayStation 3, Xbox 360                                                              |                               |
| 2007 | Fantastic Four: Rise of the Silver Surfer       | PlayStation 3, Xbox 360                                                                             |                               |
| 2007 | Major League Baseball 2K7                       | PlayStation 2, PlayStation 3, PlayStation Portable, Xbox, Xbox 360                                  | Assisted Kush Games           |
| 2007 | NBA 2K8                                         | PlayStation 2, PlayStation 3, Xbox 360                                                              |                               |
| 2007 | NHL 2K8                                         | PlayStation 2, PlayStation 3, Xbox 360                                                              | Assisted 2K Los Angeles       |
| 2007 | The Bigs                                        | PlayStation 2, PlayStation 3, PlayStation Portable, Wii, Xbox 360                                   | Assisted Blue Castle Games    |
| 2008 | Major League Baseball 2K8                       | PlayStation 2, PlayStation 3, PlayStation Portable, Xbox 360                                        | Assisted 2K Los Angeles       |
| 2008 | NBA 2K9                                         | Microsoft Windows, PlayStation 2, PlayStation 3, Xbox 360                                           |                               |
| 2008 | NHL 2K9                                         | PlayStation 2, PlayStation 3, Wii, Xbox 360                                                         |                               |
| 2009 | Major League Baseball 2K9                       | Microsoft Windows, PlayStation 2, PlayStation 3, Xbox 360                                           |                               |
| 2009 | NBA 2K10                                        | Microsoft Windows, PlayStation 2, PlayStation 3, Wii, Xbox 360                                      |                               |
| 2009 | NBA 2K10: Draft Combine                         | PlayStation 3, Xbox 360                                                                             |                               |
| 2009 | NHL 2K10                                        | PlayStation 2, PlayStation 3, Wii, Xbox 360                                                         |                               |
| 2010 | Major League Baseball 2K10                      | Microsoft Windows, PlayStation 3, Xbox 360                                                          |                               |
| 2010 | NBA 2K11                                        | Microsoft Windows, PlayStation 2, PlayStation 3, Wii, Xbox 360                                      |                               |
| 2010 | NHL 2K11                                        | Wii                                                                                                 |                               |
| 2011 | Major League Baseball 2K11                      | Microsoft Windows, PlayStation 3, Wii, Xbox 360                                                     |                               |
| 2011 | NBA 2K12                                        | Microsoft Windows, PlayStation 3, Wii, Xbox 360                                                     |                               |
| 2012 | Major League Baseball 2K12                      | Microsoft Windows, PlayStation 3, Xbox 360                                                          |                               |
| 2012 | MyNBA 2K                                        | Android, iOS                                                                                        |                               |
| 2012 | NBA 2K13                                        | Microsoft Windows, PlayStation 3, Wii U, Xbox 360                                                   |                               |
| 2012 | NBA 2K MyLife                                   | Facebook Platform                                                                                   |                               |
| 2013 | Major League Baseball 2K13                      | PlayStation 3, Xbox 360                                                                             |                               |
| 2013 | NBA 2K14                                        | Android, Fire OS, iOS, Microsoft Windows, PlayStation 3, PlayStation 4, Xbox 360, Xbox One          |                               |
| 2013 | WWE 2K14                                        | PlayStation 3, Xbox 360                                                                             | Assisted Yuke's               |
| 2014 | NBA 2K15                                        | Android, Fire OS, iOS, Microsoft Windows, PlayStation 3, PlayStation 4, Xbox 360, Xbox One          |                               |
| 2014 | NHL 2K                                          | Android, iOS                                                                                        | Assisted Virtuos              |
| 2014 | WWE 2K15                                        | Microsoft Windows, PlayStation 3, PlayStation 4, Xbox 360, Xbox One                                 | Assisted Yuke's               |
| 2015 | NBA 2K16                                        | Android, iOS, Microsoft Windows, PlayStation 3, PlayStation 4, Xbox 360, Xbox One                   |                               |
| 2015 | WWE 2K16                                        | Microsoft Windows, PlayStation 3, PlayStation 4, Xbox 360, Xbox One                                 | Assisted Yuke's               |
| 2016 | NBA 2K17                                        | Android, iOS, Microsoft Windows, PlayStation 3, PlayStation 4, Xbox 360, Xbox One                   |                               |
| 2016 | NBA 2K17: The Prelude                           | PlayStation 4, Xbox One                                                                             |                               |
| 2016 | NBA 2KVR Experience                             | Android, Microsoft Windows, PlayStation 4                                                           | Assisted Specular Interactive |
| 2016 | WWE 2K17                                        | Microsoft Windows, PlayStation 3, PlayStation 4, Xbox 360, Xbox One                                 | Assisted Yuke's               |
| 2017 | NBA 2K18                                        | Android, iOS, Microsoft Windows, Nintendo Switch, PlayStation 3, PlayStation 4, Xbox 360, Xbox One  |                               |
| 2017 | NBA 2K18: The Prelude                           | PlayStation 4, Xbox One                                                                             |                               |
| 2017 | WWE 2K18                                        | Microsoft Windows, PlayStation 4, Xbox One                                                          | Assisted Yuke's               |
| 2018 | NBA 2K19                                        | Android, iOS, Microsoft Windows, Nintendo Switch, PlayStation 4, Xbox One                           |                               |
| 2018 | NBA 2K19: The Prelude                           | PlayStation 4, Xbox One                                                                             |                               |
| 2018 | WWE 2K19                                        | Microsoft Windows, PlayStation 4, Xbox One                                                          | Assisted Yuke's               |
| 2019 | NBA 2K20                                        | Stadia, Microsoft Windows, Nintendo Switch, PlayStation 4, Xbox One                                 |                               |
| 2019 | WWE 2K20                                        | Microsoft Windows, PlayStation 4, Xbox One                                                          |                               |
| 2020 | NBA 2K21                                        | Stadia, Microsoft Windows, Nintendo Switch, PlayStation 4, Xbox One, PlayStation 5, Xbox Series X/S |                               |
| 2021 | NBA 2K22                                        | Microsoft Windows, Nintendo Switch, PlayStation 4, Xbox One, PlayStation 5, Xbox Series X/S         |                               |
| 2022 | WWE 2K22                                        | Microsoft Windows, PlayStation 4, Xbox One, PlayStation 5, Xbox Series X/S                          |                               |
| 2023 | WWE 2K23                                        | Microsoft Windows, PlayStation 4, Xbox One, PlayStation 5, Xbos Series X/S                          |                               |
| 2023 | NBA 2K23                                        | Microsoft Windows, Nintendo Switch, PlayStation 4, Xbox One, PlayStation 5, Xbox Series X/S         |                               |
| 2023 | Lego 2K Drive                                   | Microsoft Windows, Nintendo Switch, PlayStation 4, Xbox One, PlayStation 5, Xbox Series X/S         |                               |